# Publi Deci (septemvir)
Publi Deci (en llatí Publius Decius) va ser un magistrat romà, col·lega de Marc Antoni en el septemviratus. Formava part de la gens Dècia, una gens romana d'origen plebeu.
Ciceró diu amb ironia, que s'esforçava en seguir l'exemple dels seus avantpassats, els Decii, fent honor als seus deutes, és a dir, afavorí a Marc Antoni amb l'esperança de lliurar-se, a través de la seva influència dels deutes que tenia. Va acompanyar a Marc Antoni a la guerra de Mutina i va ser fet presoner. Més tard Octavi (August) que volia una reconciliació amb Marc Antoni, el va alliberar.